# Dehydrator
Ein Dehydrator trocknet die durch einen Verdichter komprimierte Luft. Die Luft wird meist durch eine oder mehrere Trockenpatronen geleitet, die mit einem Granulat aus Silicagel gefüllt sind. Dieses Silicagel ist stark hygroskopisch und nimmt die Luftfeuchtigkeit in seinem Kristallgitter auf.

## Anwendung
Die Durchschlagsfestigkeit und die Durchlassdämpfung eines Hohlleiters wird durch Luftfeuchtigkeit im Inneren sehr verschlechtert. Deshalb wird das gesamte Hohlleitersystem mit Druckluft gefüllt, die in einem Dehydrator aufwändig getrocknet wurde. Wenn irgendwo im System eine undichte Stelle ist, dann wird dort ständig Druckluft entweichen und somit das Eindringen von Feuchtigkeit verhindern. Zusätzlich kann die Verringerung des Luftdruckes als Maß für die Dichtheit des Systems genutzt werden um Schutzschaltungen auszulösen.